# Псевдоадсорбція
Псевдоадсорбція — властивість анізотропних мінералів змінювати рельєф і шагрень в залежності від напрямку світлових коливань, що проходять через них.

## Загальний опис
Псевдоабсорбція виявляється при обертанні столика мікроскопа — в анізотропних мінералах при помітній різниці між показниками заломлення Ng і Np при обертанні столика мікроскопа спостерігається зміна рельєфу і шагрені.
Подібне до плеохроїзму явище псевдоабсорбції найбільш різко проявляється в розрізі, паралельному головному перетину оптичної індикатриси. В розрізі, перпендикулярному оптичній осі, псевдоабсорбція відсутня, в косих розрізах — слабко помітна. Найбільш виразно явище псевдоабсорбції виражене у карбонатів, трохи менше у слюд (мусковіт).